# Sociedade de Ônibus Porto-Alegrense
A Sociedade de Ônibus Porto-Alegrense Ltda. (conhecida pela sua sigla SOPAL) é uma empresa de transporte coletivo brasileira, que atende a zona norte da cidade de Porto Alegre, atendendo principalmente os bairros Passo D'areia, Cristo Redentor, Lindoia, São Sebastião, Sarandi e Rubem Berta. É associada ao consórcio Mob - Mobilidade em Transportes.

## História
A Sociedade de Ônibus Portoalegrense Ltda. - Sopal originou-se da compra de ações de vários sócios da Cooperativa Portoalegrense, na zona norte da cidade. A Sopal foi fundada em 23 de março de 1966 pelo seu então diretor Raimundo Lain, sendo atualmente dirigida pelo seu filho Nestor Lain - Diretor Presidente e João Paulo Marzotto – Diretor Administrativo.
Após a morte de Nestor Lain em Setembro de 2009, devido a complicações de um câncer pulmonar, os seus filhos Lisandra Lain Schneider, Rodrigo Lain Faccin, Loana Lain Faccin e Ricardo Lain, assumiram a diretoria da empresa.

## Frota
Em 2000, com a construção do Terminal Parobé e do corredor de ônibus da Avenida Sertório, com estações elevadas de embarque e desembarque em nível, foi necessária a aquisição de ônibus com portas do lado esquerdo do tráfego pelas três empresas do antigo consórcio Conorte. A Sopal hoje conta com mais de 40 veículos com essa configuração de portas em ambos os lados, similar à dos ônibus usados nos "Ligeirinhos" de Curitiba. Todas as linhas da empresa que utilizam a Avenida Sertório operam com esses ônibus, com exceção da linha Sarandi/Sertório que não trafega pelo corredor exclusivo e utiliza ônibus convencionais.[carece de fontes?]

## Ligações Externas
http://www.conorte.com.br/novo/site/index.asp?link=mapas_horarios